# (2085) Henan
(2085) Henan ist ein Asteroid des Hauptgürtels, der am 20. Dezember 1965 am Purple-Mountain-Observatorium in Nanjing entdeckt wurde. 
Der Asteroid ist nach der chinesischen Provinz Henan benannt.